# Ньюэлл, Эндрю
Эндрю «Энди» Ньюэлл (англ. Andrew «Andy» Newell; род. 30 ноября 1983, Беннингтон, Вермонт) — американский лыжник, участник двух Олимпийских игр, призёр этапов Кубка мира. Специалист спринтерских гонок.

## Карьера
В Кубке мира Ньюэлл дебютировал в марте 2006 года, тогда же первый раз попал в тройку лучших на этапе Кубка мира, в спринте. Всего на сегодняшний день имеет на своём счету 3 попадания в тройку лучших на этапах Кубка мира, все в спринте. Лучшим достижением Ньюэлла в общем итоговом зачёте Кубка мира является 19-е место в сезоне 2009-10.
На Олимпиаде-2006 в Турине стал 13-м в командном спринте и 16-м в личном спринте.
На Олимпиаде-2010 в Ванкувере стартовал в трёх гонках: спринт — 45-е место, командный спринт — 9-е место, эстафета — 13-е место.
За свою карьеру принимал участие в пяти чемпионатах мира, лучший результат 5-е место в спринте на чемпионате-2007 в японском Саппоро.
Использует лыжи производства фирмы Fischer, ботинки и крепления Salomon.